# Bell 360 Invictus
Le Bell 360 Invictus est un projet d'hélicoptère américain destiné à répondre aux exigences de l'armée américaine dans le cadre du programme Future Attack Reconnaissance Aircraft (FARA) lancé en 2018 et abandonné le 8 février 2024.
Le prototype devait effectuer son premier vol en 2024.
Il est basé sur la technologie du Bell 525 Relentless.